# 長江村 (新潟県)
長江村（ながえむら）は、かつて新潟県佐渡郡にあった村。

## 地理
- 島嶼：佐渡島

## 沿革
- 1889年（明治22年）4月1日 - 町村制施行に伴い加茂郡長江村、上横山村、下横山村が合併し、長江村が発足。
- 1896年（明治29年）4月1日 - 郡の統合により佐渡郡に所属[1]。
- 1901年（明治34年）11月1日 - 佐渡郡吉井村、秋津村と合併し、吉井村を新設して消滅。